# Benjamin Lehmann
Benjamin Lehmann (* 1988) ist ein deutscher Nationalspieler in der Boulespiel-Sportart Pétanque im Deutschen Boccia-, Boule- und Pétanque-Verband e.V. Er ist mehrfacher deutscher Meister und war Teilnehmer bei Europa- und Weltmeisterschaften.

## Karriere
Lehmann spielt nach eigenen Angaben seit 1999 Boule und wurde mehrfach in den Nationalkader berufen. Nach Querelen im Kaderbereich um den damaligen Bundestrainer Klaus-Dieter Wiebusch trat er und acht weitere Kaderspieiler 2013 kurzzeitig als Nationalspieler zurück. Er spielte zu Beginn für den BC Essingen, dann für den BC Mannheim-Sandhofen, die TSG Weinheim-Lützelsachsen, den BC Herxheim und aktuell für den 1.Pétanque Club 1984 Viernheim und in der Pétanque-Bundesliga.
Er ist Rechtshänder und bevorzugt die Spielposition Millieu. Er spielt Kugel im Gewicht 690 Gramm bei 75 mm Durchmesser.
Lehmann war Teilnehmer bei der Weltmeisterschaft 2008, 2010 und 2012 und den Europameisterschaften 2011.

## Erfolge als Spieler
(Quelle)
- 2002: 3. Platz Deutsche Meisterschaft Triplette (Cadets U15) zusammen mit Alexander Will und Sven Hertel
- 2008: 3. Platz Deutsche Meisterschaft Tête-à-Tête
- 2008: 2. Platz Deutsche Meisterschaft Doublette mixte zusammen mit Sarah Schneider[11]
- 2009: 3. Platz Deutsche Meisterschaft Triplette zusammen mit Steven Hoffmann und Mahmoud Tabrizi
- 2009: 2. Platz Deutsche Meisterschaft Tireur
- 2010: 2. Platz Deutsche Meisterschaft Tireur
- 2010: 3. Platz Deutsche Meisterschaft Triplette zusammen mit Sascha Wagner und Zeki Engin
- 2010: Deutscher Vereinsmeister mit der TSG Weinheim-Lützelsachsen
- 2011: 1. Platz Deutsche Meisterschaft Doublette zusammen mit Steffen Kleemann[12]
- 2018: 3. Platz Deutsche Meisterschaft Triplette zusammen mit Pascal Müller und Martin Held
- 2023: 3. Platz Deutsche Meisterschaft Tête-à-Tête
- 2023: 3. Platz Deutsche Meisterschaft Tireur

## Privates
Lehmann besuchte die duale Oberschule in Landau und ist verheiratet.